# Microscop

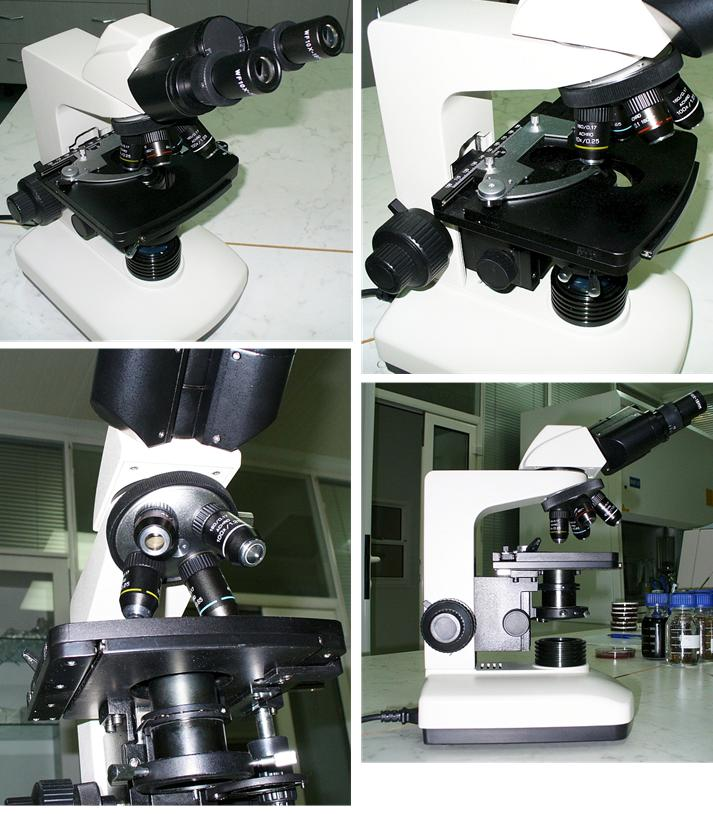
Microscop binocular profesional

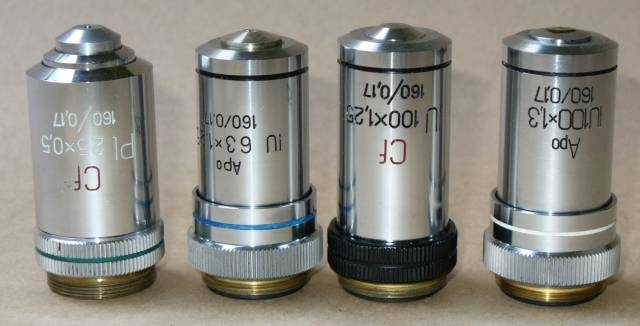
Obiective de microscop

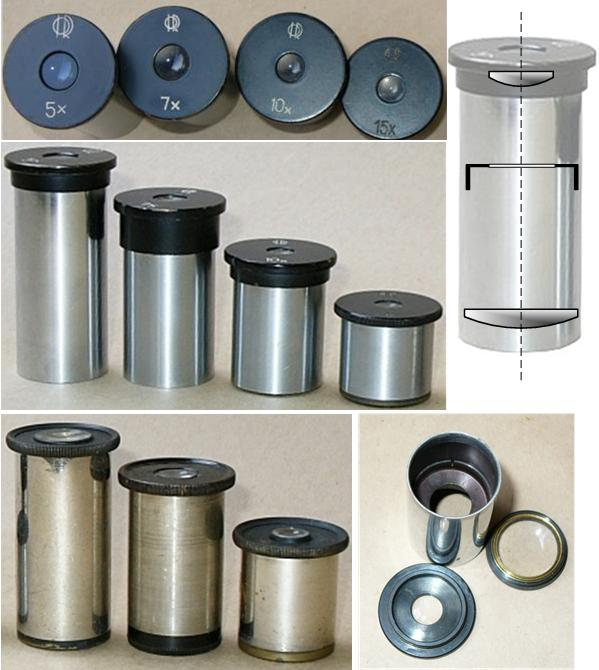
Oculare de microscop

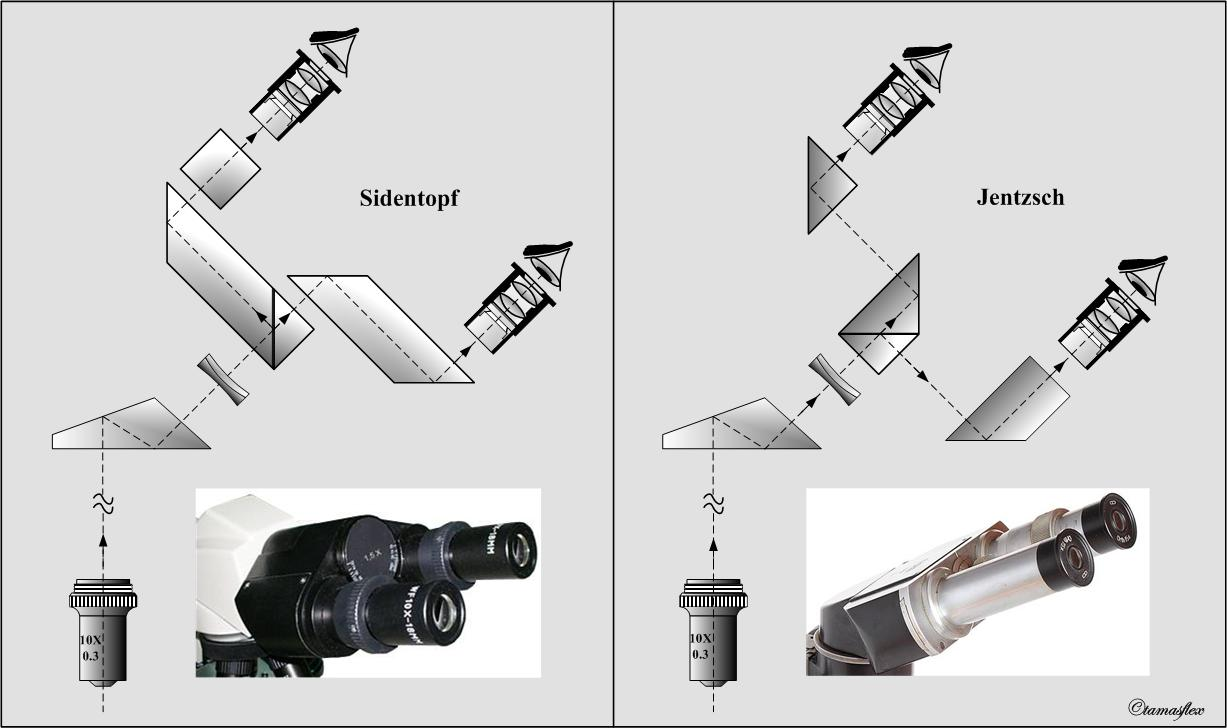
Schema optica a sistemelor binoculare folosite la microscoape

Microscopul (grec. mikrós, „mic”; skopein, „a se uita la”') este un instrument optic care transmite o imagine mărită a unui obiect observat printr-un sistem de lentile. Cel mai răspândit tip de microscop este microscopul cu lumină artificială, inventat prin anii 1600.În anul 1679, unul din pionerii microscopului, Antoni Van Leeuwenhoek, a comunicat Societății Regale din Londra că numărul de "animale mici" (spermatozoare) pe care le-a detectat în lapții unui cod —150 de miliarde — era cu mult mai mare decât numărul total de oameni pe care planeta l-ar putea suporta. La două secole distanță, în secolul al XIX-lea, puterile de mărire și de rezoluție a microscoapelor au crescut, lentilele nemaiavând distorsiuni cromatice și sferice. 

## Cronologie
- În 1590, fabricantul de ochelari Hans Jansen și fiul său Zacharias au inventat primul microscop optic, cu o singură lentilă, convexă.
- În 1609, Galileo Galilei construiește un microscop optic cu o lentilă convexă și una concavă. Microscopul se numea occhioliono.
- În 1619, Cornelis Drebbel construiește primul microscop cu două lentile de același tip-2 lentile convexe.
- 1665- Robert Hooke este primul om care folosește microscopul în scop biologic, el observând un preparat din scoarța arborelui de plută, căruia îi descoperă structura, folosind prima dată termenul latinesc cella (celulă).
- 1863-Henry Clifton Sorby creează un microscop metalurgic pentru a studia meteoriți.
- 1865- Ernst Abbe descoperă regula care îi poartă numele, fapt care permite microscoapelor să fie mult mai precise și mai ușor de fabricat.
- 1931- Ernst Ruska creează primul microscop electronic.
- 1936- Erwin Wilhelm Müller inventează microscopul cu câmp de emisie care poate vedea atomii.
- 1951- Erwin Wilhelm Müller inventeză microscopul cu câmp ionic cu care se puteau studia atomii.
- 1967- Erwin Wilhelm Müller îmbunătățește microscopul cu câmp ionic, pentru a fi capabil de a studia nucleul și învelișul electronic al unui atom.
- 1986- Gerd Binnig, Quate și Gerber inventează microscopul cu forță atomică.
- 1988- Alfred Cerezo, Terence Godfrey, and George D. W. Smith sunt primii care pot vedea un atom în 3D cu ajutorul microscopului.
- 1991-Este inventat microscopul cu forță de probă Kelvin

Cel mai precis microscop din lume a fost inaugurat în octombrie 2008 la Universitatea McMaster din Hamilton și a costat 15 milioane de dolari

## Părți componente

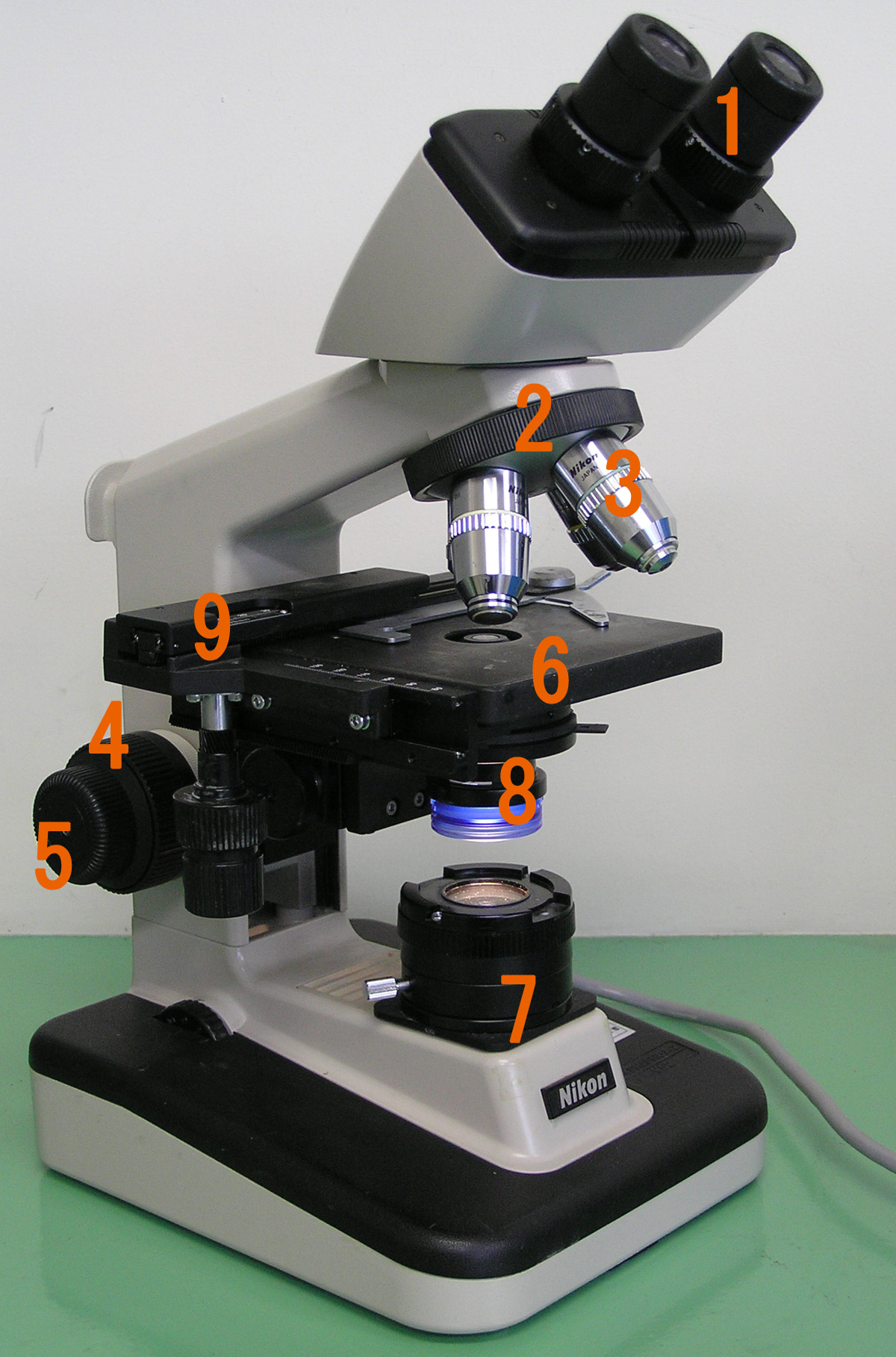
Microscop tip Nikon

Principalele părți componente ale unui microscop optic sunt:
1. Ocularul
2. Turelă rotativă
3. Lentile obiectiv
4. Butoane de reglaj (reglaj grosier)
5. Reglaj fin
6. Platformă
7. Iluminator sau oglindă
8. Diafragma și condensorul
9. Cleme de poziționare

## Construcție
Lentila (convexă sau concavă) reprezintă elementul de bază al tuturor instrumentelor optice.
Această bucată de sticlă sau de mase plastice cu suprafețele curbate modifică traiectoria razelor de lumină care o traversează.
Lentila redirecționează razele de lumină, venind de la obiect și formând o imagine.
Cel mai simplu microscop este format din două lentile convexe suprapuse, ocular și obiectiv.
Obiectul care trebuie observat este puternic iluminat și privit din transparență.
Lentila convexă a obiectivului produce o imagine a obiectului, care este la rândul ei mărită de lentila convexă a ocularului.
Cele două lentile își însumează puterile de mărire, ceea ce produce în final o imagine foarte mărită a obiectului respectiv.
Pentru ca imaginea rezultată să fie corectă trebuie efectuate câteva reglaje:
- Luminozitatea este ajutată de condensor (înclinarea oglinzii în multe cazuri) și de deschiderea lentilei obiectiv.
- Focalizarea este controlată prin butonul specific și depinde totodată de grosimea preparatului și a lamelelor sale.
- Rezoluția reprezintă distanța minimă la care s-ar putea afla două puncte ale imaginii pentru a mai putea fi percepute separat.
- Contrastul definește diferența dintre iluminarea preparatului propriu-zis și cea a zonelor adiacente acestuia. Se poate regla prin modificarea intensității luminii și a dimensiunilor diafragmelor, precum și prin utilizarea unor substanțe de contrast.

## Funcționarea

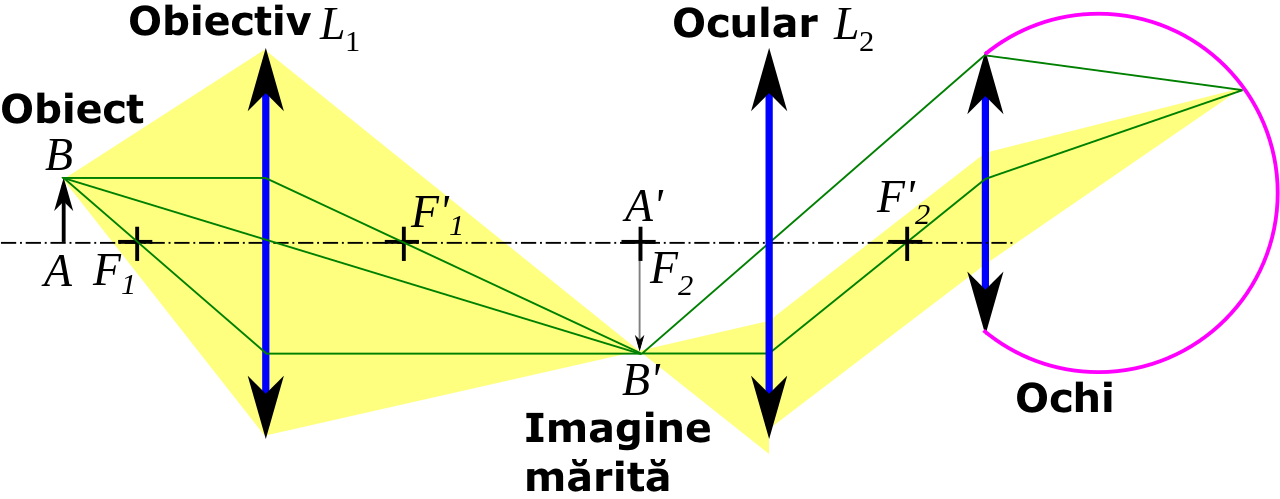
Formarea imaginii în microscop

Obiectul cercetat având o dimensiune liniară {\displaystyle AB} se așează în apropierea focarului {\displaystyle F_{1}} al obiectivului pentru a se forma o imagine {\displaystyle A'B'} reală, mărită și răsturnată.
Imaginea {\displaystyle A'B'} este „obiect” real pentru ocularul microscopului așezat astfel încât să se poziționeze între focarul obiect al ocularului și ocular, în scopul obținerii unei imagini virtuale și mărite, acesta constituind totodată și imaginea finală dată de microscop.

## Tipuri
- microscop cu lumină artificială:
  - microscop cu lumină polarizată
  - microscop fluorescent
  - microscop cu contrast de fază
  - microscop de contrast prin interferență
  - microscop cu lumină catodică
  - microscop confocal cu laser (Confocal Laser Scanning Microscope, CLSM)
  - 4Pi-Microscop
  - microscop de contrast și reflexie
  - microscop cu imersie
- microscop roentgen
- microscop electronic
  - microscop electronic de scanare (SEM)
  - microscop electronic de transmisie (TEM)
- microscop cu neutroni
- microscop cu unde ultrascurte
- microscop cu efect tunel (STM)
- microscop de forță atomică (Atomic Force Microscope, AFM)